# Marlena Jansson
Marlena Jansson, född 20 november 1970, är en svensk före detta elitorienterare. Hon tillhörde OK Tisaren, och hennes moderklubb var Degerfors OK.
Hon gjorde sin VM-premiär i Tjeckoslovakien 1991 då hon som 20-åring fick hoppa in i det svenska stafettlaget. Jansson var med och tog guld. Karriären tog sedan fart och 1993 i USA blev det nytt stafettguld i VM och 1994 stod hon överst på prispallen som total segrare i världscupen. Detta år blev hon också utsedd till Årets orienterare. Till VM i Tyskland kom hon som favorit, tog en fjärdeplats i den klassiska distansen men tog dock revansch genom ett delat brons (tillsammans med Anna Bogren) i kortdistansen och ytterligare en silvermedalj i stafetten. 1997 blev det ytterligare ett stafettguld på VM i Norge och hon avslutade sin orienteringskarriär i VM sammanhang i Skottland 1999 med ett VM-brons i stafett.

## VM-resultat
- 1991 Tjeckoslovakien: 1:a stafett
- 1993 USA: 1:a stafett, 6:a klassisk distans, 6:a kortdistans
- 1995 Tyskland: 2:a stafett, 3:a kortdistans, 4:a klassisk distans
- 1997 Norge: 1:a stafett
- 1999 Skottland: 3:a stafett, 4:a kortdistans

## Världscupresultat
- 1994: 1:a
- 1996: 2:a